# Filmographie de Jack Nicholson

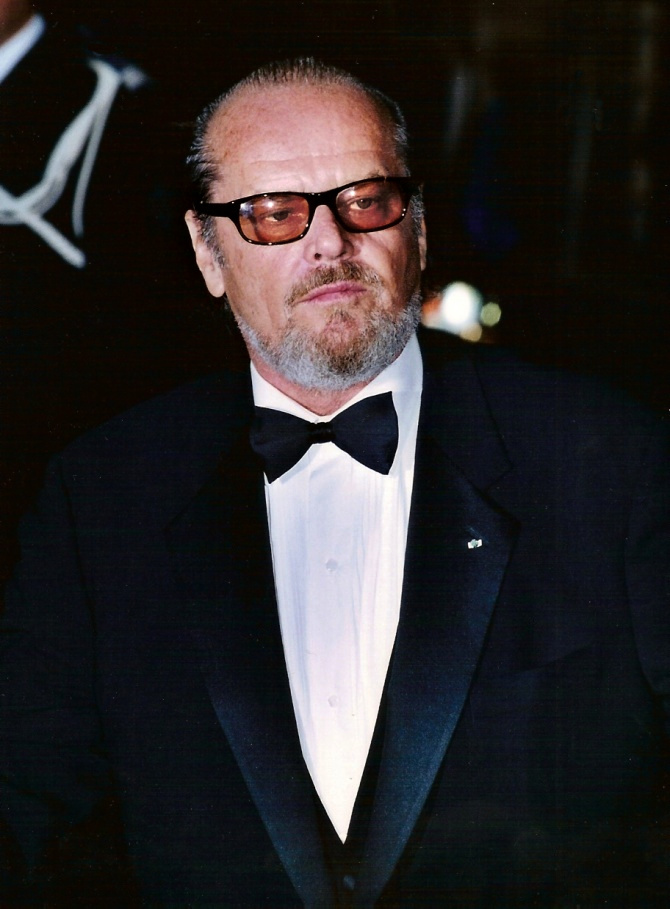
Jack Nicholson en 2002.

Jack Nicholson est un acteur, réalisateur, producteur et scénariste américain qui a fait ses débuts au cinéma dans The Cry Baby Killer (1958). Il est largement considéré comme l'un des plus grands acteurs de sa génération,. Il est également l'un des plus acclamés par la critique : ses douze nominations aux Oscars du cinéma font de lui l'acteur masculin le plus nommé dans l'histoire de l'Académie (en)
. Il est également honoré par le Kennedy Center et a reçu l'AFI Life Achievement Award, prix pour l'ensemble de son œuvre, ainsi que le prix Golden Globe Cecil B. DeMille. Au cours de la première décennie de sa carrière d'acteur, Jack Nicholson tient plusieurs rôles mineurs au cinéma et à la télévision, n'ayant des rôles importants que dans des films indépendants. Son rôle le plus marquant est celui du film contre-culturel Easy Rider (1969). Il apparaît ensuite dans Cinq Pièces faciles (1970). Il joue ensuite dans la comédie dramatique Ce plaisir qu'on dit charnel (1971),,.
Son interprétation dans La Dernière Corvée (1973) lui vaut le prix d'interprétation masculine du Festival de Cannes. Pour son interprétation dans Chinatown (1974), réalisé par Roman Polanski, il reçoit le Golden Globe du meilleur acteur dans un film dramatique. Il joue ensuite le rôle de Randle McMurphy (en) dans Vol au-dessus d'un nid de coucou (1975), réalisé par Miloš Forman, qui remporte le prix du meilleur film et l'Oscar du meilleur acteur. En 1976, il joue dans l'adaptation cinématographique de Le Dernier Nabab (1941) de F. Scott Fitzgerald. Cette même année, Nicholson partage l'affiche avec Marlon Brando dans le western Missouri Breaks. En 1978, Jack Nicholson réalise et joue dans un autre western, En route vers le sud.
En 1980, il joue le rôle de Jack Torrance (en) dans le film Shining de Stanley Kubrick. Pour son interprétation du dramaturge Eugene O'Neill dans Reds (1981), Jack  Nicholson reçoit le British Academy Film Award du meilleur acteur dans un second rôle. Il remporte le Golden Globe du meilleur acteur dans un second rôle au cinéma pour son interprétation dans Tendres Passions (1983).
Il revient ensuite dans la suite de 1996, Étoile du soir. Il collabore avec le réalisateur John Huston dans L'Honneur des Prizzi (1985), pour lequel Nicholson obtient une nouvelle nomination à l'Oscar du meilleur acteur. Son rôle de Francis Phelan (en) dans Ironweed (1987) lui vaut une nouvelle nomination à l'Oscar du meilleur acteur. Il incarne ensuite le Joker (en) dans Batman (1989), réalisé par Tim Burton. Jack Nicholson réalise et joue ensuite dans The Two Jakes (1990), une suite de Chinatown. En 1992, il joue le rôle de Jimmy Hoffa dans le film Hoffa, réalisé par Danny DeVito. Cette année-là, Jack Nicholson apparaît également dans Des hommes d'honneur, réalisé par Rob Reiner. Il collabore à nouveau avec Burton sur Mars Attacks! (1996). Son rôle suivant dans Pour le pire et pour le meilleur (1997) lui vaut l'Oscar du meilleur acteur. En 2006, il joue aux côtés de Matt Damon et Leonardo DiCaprio dans Les Infiltrés, réalisé par Martin Scorsese. En 2007, il joue aux côtés de Morgan Freeman dans la comédie Sans plus attendre. Sa dernière apparition au cinéma est dans Comment savoir (2010), après quoi il se serait retiré en raison de pertes de mémoire.

## Film

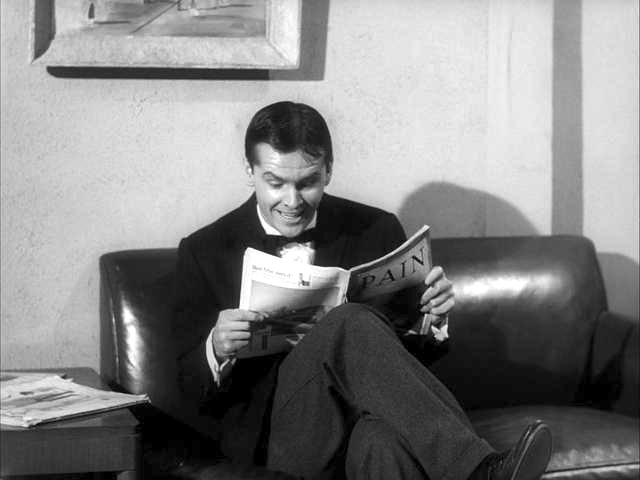
Nicholson dans La Petite Boutique des horreurs (1960).

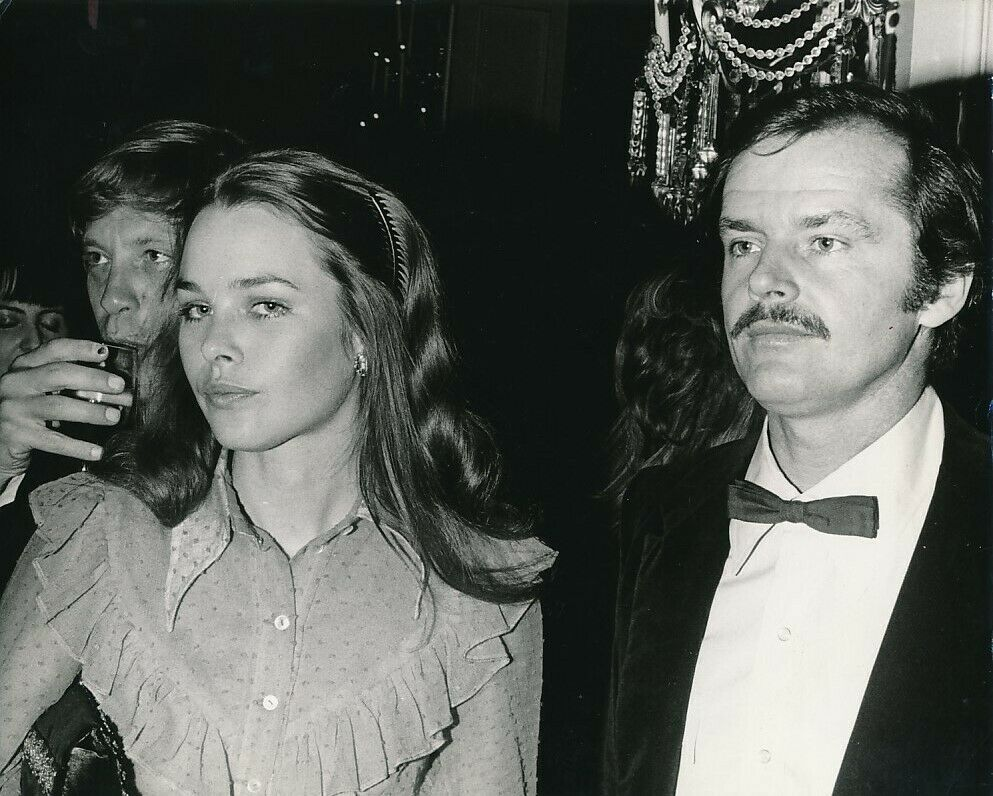
Nicholson avec Michelle Phillips aux Golden Globes de 1971.

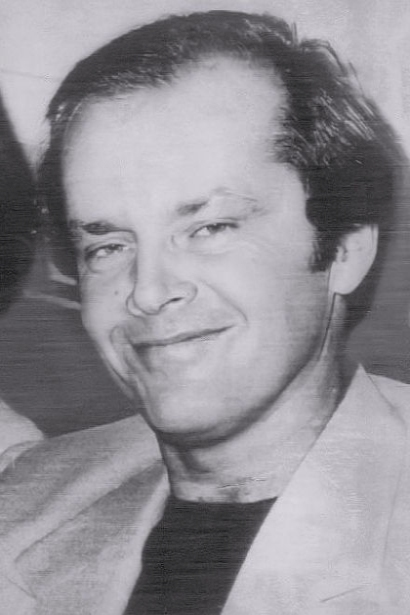
Nicholson après sa nomination à la cérémonie de nomination aux Oscars de 1976 pour son rôle dans Vol au-dessus d'un nid de coucou (1975).

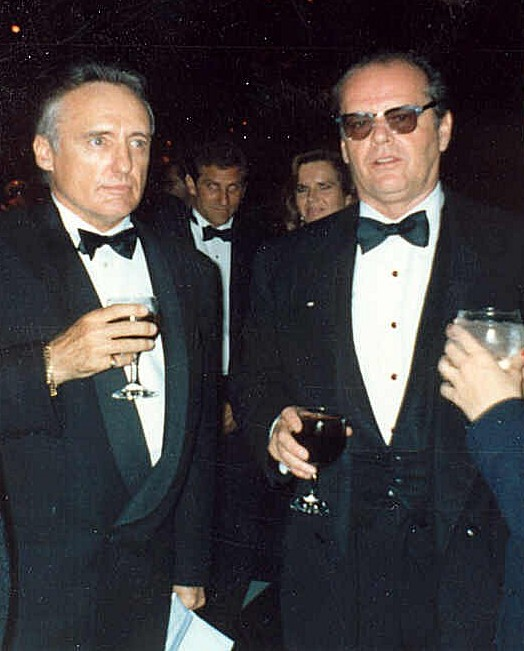
Nicholson avec Dennis Hopper pour le film Easy Rider (1969) lors de la 62e cérémonie des Oscars en 1990.

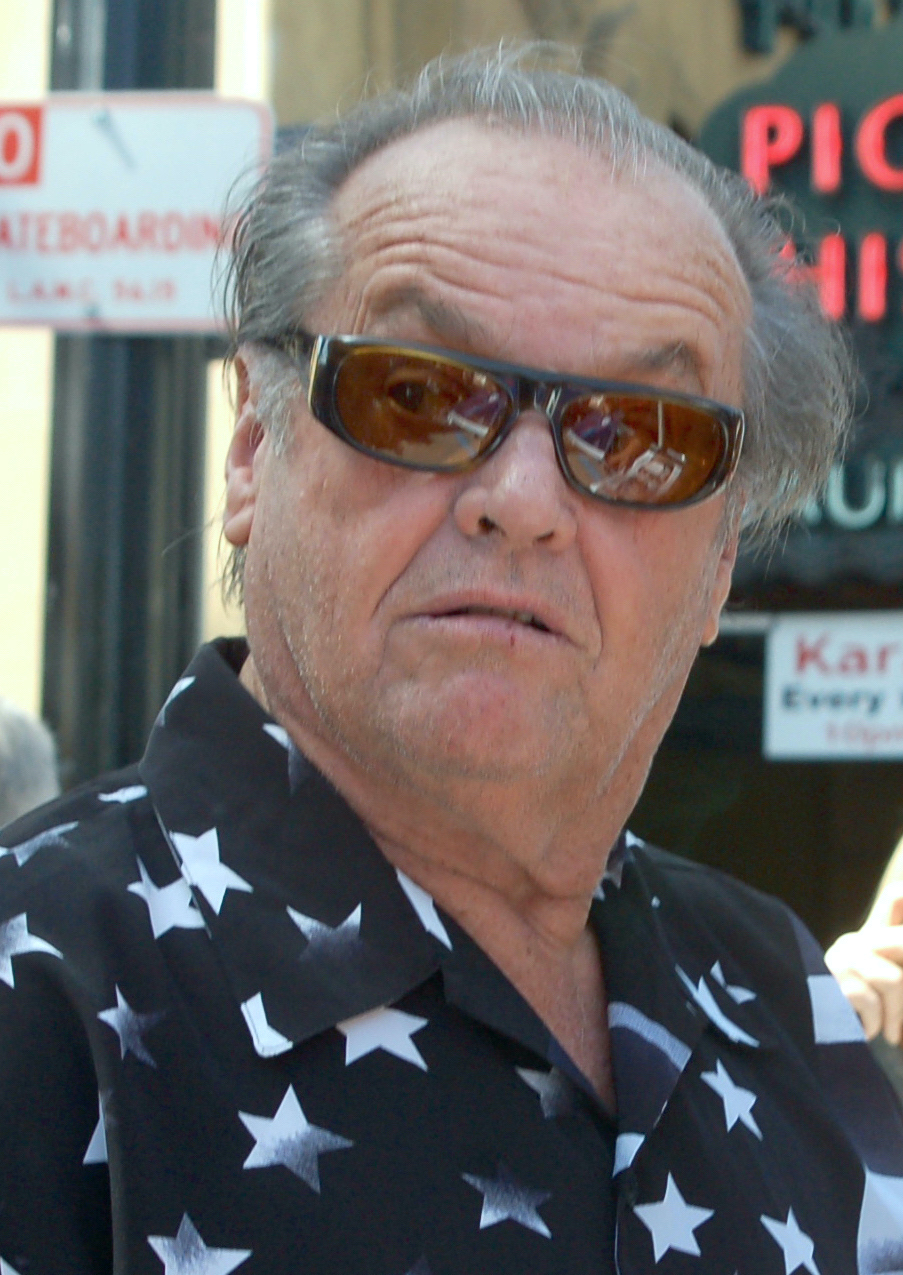
Jack Nicholson au Hollywood Walk of Fame en 2010.

| Année | Titre                               | Rôle                                                            | Notes                                                | Ref.   |
| ----- | ----------------------------------- | --------------------------------------------------------------- | ---------------------------------------------------- | ------ |
| 1958  | The Cry Baby Killer                 | Jimmy Wallace                                                   |                                                      | [ 16 ] |
| 1960  | Les Jeunes Amants                   | Buddy                                                           |                                                      | [ 17 ] |
| 1960  | The Wild Ride                       | Johnny Varron                                                   |                                                      | [ 18 ] |
| 1960  | La Petite Boutique des horreurs     | Wilbur Force                                                    |                                                      | [ 19 ] |
| 1960  | Studs Lonigan                       | Weary Reilly                                                    |                                                      | [ 20 ] |
| 1962  | The Broken Land                     | Will Brocious                                                   |                                                      | [ 21 ] |
| 1963  | Le Corbeau                          | Rexford Bedlo                                                   |                                                      | [ 22 ] |
| 1963  | L'Halluciné                         | Andre Duvalier                                                  |                                                      | [ 23 ] |
| 1963  | Thunder Island (en)                 | —                                                               | Scénariste                                           | [ 24 ] |
| 1964  | Flight to Fury                      | Jay Wickham                                                     | Également scénariste                                 | [ 25 ] |
| 1964  | Back Door to Hell                   | Burnett                                                         |                                                      | [ 26 ] |
| 1966  | La Mort tragique de Leland Drum     | Billy Spear                                                     | Également réalisateur                                | [ 27 ] |
| 1966  | L'Ouragan de la vengeance           | Wes                                                             | Également réalisateur et scénariste                  | [ 28 ] |
| 1967  | L'Affaire Al Capone                 | Gino                                                            | Non crédité                                          | [ 29 ] |
| 1967  | Le Retour des anges de l'enfer      | Poète                                                           |                                                      | [ 30 ] |
| 1967  | Le Voyage                           | —                                                               | Scénariste                                           | [ 31 ] |
| 1968  | Un monde psychédélique              | Stoney                                                          |                                                      | [ 32 ] |
| 1968  | Head                                | Directeur de cinéma dans un restaurant                          | Caméo non crédité Également producteur et scénariste | ,      |
| 1969  | Easy Rider                          | George Hanson                                                   |                                                      | ,      |
| 1970  | Melinda                             | Tad Pringle                                                     |                                                      | [ 37 ] |
| 1970  | Les Motos de la violence            | Bunny                                                           |                                                      | [ 38 ] |
| 1970  | Cinq Pièces faciles                 | Robert Eroica Dupea                                             |                                                      | [ 39 ] |
| 1971  | Ce plaisir qu'on dit charnel        | Jonathan Fuerst                                                 |                                                      | ,      |
| 1971  | Un coin tranquille                  | Mitch                                                           |                                                      | [ 42 ] |
| 1971  | Vas-y, fonce                        | —                                                               | Réalisateur, producteur et scénariste                | [ 43 ] |
| 1972  | The King of Marvin Gardens          | David Staebler                                                  |                                                      | [ 44 ] |
| 1973  | La Dernière Corvée                  | Agent de signalisation de 1re classe Billy L. "Badass" Buddusky |                                                      | ,      |
| 1974  | Chinatown                           | J. J. "Jake" Gittes                                             |                                                      | [ 47 ] |
| 1975  | Profession : reporter               | David Locke                                                     |                                                      | [ 48 ] |
| 1975  | La Bonne Fortune                    | Oscar Sullivan                                                  |                                                      | ,      |
| 1975  | Vol au-dessus d'un nid de coucou    | Randle Patrick "Mac" McMurphy (en)                              |                                                      | [ 51 ] |
| 1975  | Tommy                               | The Specialist                                                  |                                                      | [ 52 ] |
| 1976  | Missouri Breaks                     | Tom Logan                                                       |                                                      | [ 53 ] |
| 1976  | Le Dernier Nabab                    | Brimmer                                                         |                                                      | [ 54 ] |
| 1978  | En route vers le sud                | Henry Lloyd Moon                                                | Également réalisateur                                | [ 55 ] |
| 1980  | Shining                             | Jack Torrance (en)                                              |                                                      | [ 56 ] |
| 1981  | Le facteur sonne toujours deux fois | Frank Chambers                                                  |                                                      | [ 57 ] |
| 1981  | Reds                                | Eugene O'Neill                                                  |                                                      | [ 58 ] |
| 1982  | Police frontière                    | Charlie Smith                                                   |                                                      | [ 59 ] |
| 1983  | Tendres Passions                    | Garrett Breedlove                                               |                                                      | [ 60 ] |
| 1985  | L'Honneur des Prizzi                | Charley Partanna                                                |                                                      | [ 61 ] |
| 1986  | La Brûlure                          | Mark Forman                                                     |                                                      | [ 62 ] |
| 1987  | Les Sorcières d'Eastwick            | Daryl Van Horne                                                 |                                                      | [ 63 ] |
| 1987  | Broadcast News                      | Bill Rorich                                                     |                                                      | ,      |
| 1987  | Ironweed                            | Francis Phelan (en)                                             |                                                      | [ 66 ] |
| 1989  | Batman                              | Jack Napier - The Joker (en)                                    |                                                      | [ 67 ] |
| 1990  | The Two Jakes                       | J. J. "Jake" Gittes                                             | Également producteur et réalisateur                  | [ 68 ] |
| 1992  | Man Trouble                         | Harry Bliss                                                     |                                                      | ,      |
| 1992  | Des hommes d'honneur                | Colonel Nathan R. Jessup                                        |                                                      | [ 71 ] |
| 1992  | Hoffa                               | Jimmy Hoffa                                                     |                                                      | [ 72 ] |
| 1994  | Wolf                                | Will Randall                                                    |                                                      | [ 73 ] |
| 1995  | Crossing Guard                      | Freddy Gale                                                     |                                                      | [ 74 ] |
| 1996  | Blood and Wine                      | Alex Gates                                                      |                                                      | [ 75 ] |
| 1996  | The Evening Star                    | Garrett Breedlove                                               |                                                      | [ 76 ] |
| 1996  | Mars Attacks!                       | Président James Dale / Art Land                                 |                                                      | ,      |
| 1997  | Pour le pire et pour le meilleur    | Melvin Udall                                                    |                                                      | [ 79 ] |
| 2001  | The Pledge                          | Jerry Black                                                     |                                                      | [ 80 ] |
| 2002  | Monsieur Schmidt                    | Warren R. Schmidt                                               |                                                      | [ 81 ] |
| 2003  | Self Control                        | Dr. Buddy Rydell                                                |                                                      | [ 82 ] |
| 2003  | Tout peut arriver                   | Harry Sanborn                                                   |                                                      | [ 83 ] |
| 2006  | Les Infiltrés                       | Francis "Frank" Costello                                        |                                                      | [ 84 ] |
| 2007  | Sans plus attendre                  | Edward Cole                                                     |                                                      | [ 85 ] |
| 2010  | Comment savoir                      | Charles Madison                                                 |                                                      | [ 86 ] |

## Télévision
| Année     | Titre                          | Rôle                         | Notes                        | Ref.   |
| --------- | ------------------------------ | ---------------------------- | ---------------------------- | ------ |
| 1956      | NBC Matinee Theater (en)       | Fils du musicien             | Épisode : Are You Listening? | [ 87 ] |
| 1960      | Bonne chance M. Lucky          | Martin                       | Épisode : Operation Fortuna? | [ 87 ] |
| 1960      | The Barbara Stanwyck Show (en) | Bud                          | Épisode : The Mink Coat      | [ 87 ] |
| 1961      | Tales of Wells Fargo (en)      | Tom Washburn                 | Épisode : That Washburn Girl | [ 87 ] |
| 1961      | Sea Hunt                       | John Stark                   | Épisode : Round Up           | [ 87 ] |
| 1961      | Bronco (en)                    | Bob Doolin                   | Épisode : The Equalizer      | [ 87 ] |
| 1962      | Intrigues à Hawaï              | Tony Morgan                  | Épisode : Total Eclipse      | [ 87 ] |
| 1966      | Le Jeune Docteur Kildare       | Jaime Angel                  | 4 épisodes                   | [ 87 ] |
| 1966–1967 | The Andy Griffith Show         | Marvin Jenkins / Mr. Garland | 2 épisodes                   | [ 88 ] |
| 1967      | The Guns of Will Sonnett (en)  | Tom Murdock                  | Épisode : A Son for a Son    | [ 87 ] |
| 1986      | Elephant's Child               | Narrateur (voix)             | Court-métrage télévisé       | [ 89 ] |